# Mitrophyllum abbreviatum
Mitrophyllum abbreviatum är en isörtsväxtart som beskrevs av L. Bol. Mitrophyllum abbreviatum ingår i släktet Mitrophyllum och familjen isörtsväxter. Inga underarter finns listade i Catalogue of Life.